# Кёрбер, Пауль Иоганн
Па́уль Иога́нн Кёрбер (Ке́рбер) (нем. Paul Johann Körber); (31 (20) октября 1735, Тарвасту, Феллинский уезд — 25 (14) ноября 1795, Вынну, Дерптский уезд) — российский (лифляндский) богослов. Пастор эстонской евангелическо-лютеранской церкви.
Представитель немецко-балтийского духовно-аристократического рода Körber.

## Биография
Родился в семье пастора прихода Тарвасту Иоганна Фридриха Кёрбера и его жены — дочери органиста Домского собора в Риге Фредерика Райхенбаха (нем. Frederik Reichenbach) — Анны Марии (1699, Рига — 1765, Хельм).
В связи с переводом отца настоятелем церкви Святой Марии, с 13 лет Пауль Иоганн жил в Хельме.
Начальное образование получил в Дерпте, затем окончил гимназию в Риге. С 19 лет продолжил учёбу в Германии. Изучал историю, философию и теологию в университетах Галле (1754—1755), Йены (1755—1756), Эрфурта (1755—1759). В 1759 г. из-за Семилетней войны, вместе со старшим братом, изучавшим там же медицину, был вынужден вернуться на родину.
Первые годы после возвращения в Хельме Кёрбер служил домашним учителем в доме барона фон Струка. Пять лет спустя, 24 мая 1764 года он был рукоположён и направлен настоятелем одного из самых бедных сельских приходов Ливонии в местечке Тори (Торгель). Здесь Кёрбер прожил почти 30 лет, проповедуя в местной приходской церкви и её филиале, находившемся за 40 вёрст на побережье Балтийского моря в местечко Тахкуранна, одновременно обучая крестьянских детей грамоте. Весь доход пастора составлял 300—400 рублей в год, что позволяло его разросшейся семье вести очень скромное существование.
Человек большого мужества, с первых дней своей пасторской службы Кёрбер считал своим долгом всегда и везде защищать интересы слабых. Этим он очень быстро навлёк на себя немилость со стороны местной аристократии. Единственным его защитником оказался генерал-губернатор Георг фон Броун. Правда, даже ему не удалось в 1767 году помочь Кёрберу после смерти отца возглавить приход в Хельме.
По примеру отца, Кёрбер проповедовал на эстонском языке. Он всегда славился своим ораторским искусством, собирая на проповеди не только прихожан, но и жителей удалённых деревень. К тому же Кёрбер великолепно играл на флейте. Нередко он устраивал настоящие концерты, которые скоро стали визитной карточкой Тори. Популярность его быстро распространилась по окрестным деревням. На проповеди в небольшую сельскую церковь съезжались отовсюду.
Пастор был женат дважды. Его первой женой стала умершая в родах Катарина Магдалина Витте. Во втором браке Кёрбер сочетался с Анной Вильгельминой Вик (Anna Wilhelmine Vick) (13 мая 1752, Муху — 26 августа 1800, Дерпт) — дочерью пастора Августа Генриха Вика. В семье на протяжении 22 лет родилось 15 детей. Большое несчастье случилось в первые годы после женитьбы. В тот день 22 июля 1771 года прямо во время церковной службы молния попала в дом Кёрбера. В огне сгорел весь скарб, оставшаяся от отца ценнейшая библиотека, но самое главное — погибли дети. Удалось спасти лишь одного сына.
Через 28 лет беспорочной службы, благодаря содействию генерал-губернатора Георга фон Броуна, в начале 1792 года Кёрбер был назначен в ставший вакантным приход церкви Святого Иакова в Вынну. Это помогло существенно поправить материальное положение. К новому месту службы, отличавшийся весьма крепким здоровьем, пастор прибыл практически слепым. Здесь он прослужил последние четыре года своей жизни. Кёрбер наизусть знал Священное Писание, поэтому его проповеди, как и в молодые годы, были яркими и запоминающимися. Пауль Иоганн скоропостижно скончался 14 ноября 1795 года, оставив свой приход на попечение старшего сына — пастора Эдуарда Филиппа Кёрбера.

## Семья
- Жена: Катарина Магдалина Витте (нем. Katharina Magdalena Witte) (1747—1767) — дочь члена городского совета Ревеля, промышленника и землевладельца Дитриха Витте — одного из предков царского сановника С. Ю. Витте;
- Жена: Анна Вильгельмина Вик (нем. Anna WiIhelmine Vick) (13.05.1752, Муху — 26.08.1800, Дерпт, похоронена в Вынну), дочь пастора с острова Муху Августа Генриха Вик (нем. August Heinrich Vick) (1717, Муху — 1755, Муху) и Доротеи Элизабет Кахл (нем. Dorothea Elisabeth Cahl) (1725—1755);
- Сын: Эдуард Филипп Кёрбер (нем. Eduard Philipp Körber); (17.06.1770, Тори, Пярнумаа — 12.02.1850, Дерпт, Тартумаа) — пастор Вынну;
  - Правнук: Бернгард Августович Кёрбер (нем. Bernhard Eduard Otto v. Körber); (20.05.1837, Вынну — 18.05.1915, Юрьев) — доктор медицины, профессор Дерптского университета.